# Astragalus kelishomensis
Astragalus kelishomensis es una especie de planta del género Astragalus, de la familia de las leguminosas, orden Fabales.

## Distribución
Astragalus kelishomensis se distribuye por Irán.

## Taxonomía
Fue descrita científicamente por Maassoumi, Mozaff. & Moradi. Fue publicada en Iran. J. Bot. 23(1): 3 (2017).